# Postcards from Richard Nixon
Postcards from Richard Nixon è un brano composto e interpretato dall'artista britannico Elton John; il testo è di Bernie Taupin.

## Il brano
Costituisce la traccia d'apertura del concept album del 2006 The Captain and the Kid; pezzo dalle chiare sonorità acustiche, riprende la storia di Elton e Bernie (in Captain Fantastic and the Brown Dirt Cowboy conclusasi con lo sbarco in America) a partire dal loro approdo nel nuovo continente. Il loro arrivo coincide con il mandato di Richard Nixon alla Casa Bianca; i due sono quindi testimoni delle difficoltà del Presidente, della Guerra del Vietnam, dello scandalo Watergate. Egli, alla fine, esce di scena, dicendo loro "Io vado, ma voi potete restare". Nella melodia è preminente il pianoforte di Elton; la rockstar è accompagnata dalla sua Elton John Band, formata da Davey Johnstone, Nigel Olsson, Bob Birch, Guy Babylon e John Mahon. Il testo di Bernie significa letteralmente Cartoline Da Richard Nixon.
Postcards from Richard Nixon ha ricevuto molti apprezzamenti da parte della critica.